# Kuwaitische Fußballnationalmannschaft der Frauen
Die kuwaitische Fußballnationalmannschaft der Frauen ist die Auswahlmannschaft der Kuwait Football Association, die das arabische Land Kuwait auf internationaler Ebene bei Frauen-Länderspielen vertritt.

## Geschichte
Das erste bekannte Spiel der Mannschaft war in der Westasienmeisterschaft 2010, wo die Mannschaft in die Gruppe B gelost wurde, gegen die Auswahl von Palästina; das Spiel am 22. Februar 2010 endete mit einer 17:0-Niederlage. Im nächsten Wettbewerb, der Qualifikation zur Asienmeisterschaft 2014 im Frühsommer 2013 konnte erneut keinen einziger Punkt geholt werden. Das einzige Tor gelang bei einer 12:1-Niederlage gegen den Libanon der Spielerin Amani Hajji in der 86. Minute. Die höchste Niederlage gab es bei einem 0:21 gegen Jordanien.
Aufgrund der Suspendierung des Verbandes nahm die Mannschaft nicht an der Qualifikation für die Asienmeisterschaft 2018 teil. An der folgende Qualifikation zur Asienmeisterschaft 2022 hat sich das Team nicht gemeldet. Somit wurde seit dem 9. Juni 2013 kein offizielles Spiel absolviert.

## Turniere

### Olympische Spiele
- 1996 bis 2028: Nicht teilgenommen

### Weltmeisterschaft
- 1991 bis 2011: Nicht teilgenommen
- 2015: Nicht qualifiziert
- 2019: Suspendiert
- 2023 bis 2027: Nicht teilgenommen

### Asienmeisterschaft
- 1975 bis 2010: Nicht teilgenommen
- 2014: Nicht qualifiziert
- 2018: Suspendiert
- 2022 bis 2026: Nicht teilgenommen